# 易良品
易良品（1910年9月—1943年3月25日），湖北麻城人，中国工农红军和八路军将领。

## 生平

### 早年经历
高小毕业后，考入长沙湖南省立第三师范学校。1928年，易良品参加中国工农红军，曾任红四军学兵连排长、连长，后任通讯队长。1931年加入中国共产党，参加鄂豫皖苏区對抗國民革命軍的历次反围剿战争。1933年，随红四方面军主力进入川陕苏区，升任红三十一军九十二师第二七四团政委。先后参加宣达战役、反“六路围攻”、“三路围攻”等战役，因战功提升为第九十三师副师长，参与长征。1936年19月后，任第二七一团和第二七四团团长。

### 抗日战争时期
抗日战争爆发后，易良品任八路军129师386旅772团三营营长、团长，随后参加长乐村战斗。1938年，易良品任129师随营学校校长，培养中共军政干部。1940年5月，易良品调任冀南军区新七旅旅长。8月，参加百团大战。1942年，易良品调任冀南军区第六军分区司令员。1943年3月15日，分区在冀县刘庄召开政工会议，后又转移到枣强县杨庄。次日，被日军包围。易良品在突围中，被子弹击中了腹部，随即被警卫抬到底阁村掩藏。由于日军搜捕，易良品得不到及时救治；3月25日，易良品因伤势恶化身亡。遗骨被安葬于河北省邯郸市的晋冀鲁豫烈士陵园之中。

### 生日争议
一说为1910年9月，一说为1912年，一说为1914年9月。